# Hangover 3
Hangover 3 (Originaltitel The Hangover: Part III) ist eine US-amerikanische Filmkomödie aus dem Jahr 2013 von Regisseur Todd Phillips mit Bradley Cooper, Ed Helms, Zach Galifianakis, Justin Bartha und Ken Jeong in den Hauptrollen. Der Film stellt nach Hangover aus dem Jahr 2009 und Hangover 2 aus dem Jahr 2011 den finalen Teil der Hangover-Trilogie dar.

## Handlung
Die Handlung beginnt in einem thailändischen Gefängnis. Dort stürmt der Gefängnisdirektor in den Häftlingstrakt, in dem sich die Häftlinge mit den Wärtern einen Kampf liefern. In Leslie Chows Zelle muss er feststellen, dass dieser durch ein verstecktes Loch in der Wand geflohen ist. Chow flüchtet durch die Abwasserkanäle, wird jedoch von Gefängniswärtern und Spürhunden verfolgt. Durch eine Wasserfontäne wird er ins Meer gespült.
Zwei Jahre nach den Ereignissen in Hangover 2: Alan hat eigenmächtig seine ADHS-Medikamente abgesetzt. In einem Anhänger transportiert er eine eben erworbene Giraffe über den Highway. Zuerst sind alle Vorbeifahrenden beeindruckt; das ändert sich jedoch, nachdem die Giraffe an einer zu niedrigen Unterführung enthauptet wird, was zu einer Massenkarambolage führt. In der Folge streitet sich Alan mit seinem Vater, der ihn ultimativ auffordert, wieder seine Medikamente zu nehmen; durch die Aufregung erleidet der Vater einen Herzinfarkt und stirbt.
Alan hält auf der folgenden Beerdigung eine Ansprache, in der er – wissentlich oder nicht – die Tatsache unterschlägt, dass er mit seinem Vater Streit hatte und dass sein Vater nicht mit seinem Handeln einverstanden war. Des Weiteren lässt er den Satz fallen, dass er lieber seine Mutter schon früher unter der Erde gesehen hätte als seinen Vater. Stu, Phil und Doug wird klar, dass Alan dringend in psychologische Behandlung gegeben werden muss. Daher organisieren die drei gemeinsam mit Alans Familie sowie den Freunden ein Treffen, in dem sie Alan nach einigem Widerstand davon überzeugen können, mit in ein Therapiezentrum zu fahren.
Auf dem Weg nach Arizona wird Phils Minivan brutal von der Straße gedrängt und die Freunde werden von maskierten Gangstern überwältigt. Der Boss der Gruppe, „Marshall“, bringt sie gefesselt an einen abgelegenen Ort in der Wüste. Auch der „schwarze Doug“, bekannt als Drogendealer aus dem ersten Teil, ist Mitglied dieser Bande, und identifiziert das „Wolfsrudel“. Marshall erklärt den vier Freunden, dass er vor Jahren einen Scheich um Goldbarren im Wert von 42 Millionen US-Dollar beraubt hatte. Anschließend sei die Beute auf zwei unterschiedlichen Wegen zum Ziel gebracht worden. Allerdings hatte Leslie Chow einen der Wagen überfallen und 21 Millionen geraubt. Schließlich hatte Marshall zuletzt im Gefängnis Chow aufgesucht und ihm einen Waffenstillstand angeboten, sollte er die Millionen herausrücken. Chow schwieg jedoch. Der Einzige, der Kontakt zu Chow hat, ist Alan. Marshall fordert die Gruppe dazu auf, Chow gefangen zu nehmen und zu ihm zu bringen, ansonsten werde er die Geisel Doug ermorden. Die Gruppe der Gangster nimmt Doug mit und lässt die drei gefesselt in der Wüste zurück.
Alan gibt nach der Abfahrt der Gangster zu, immer noch Kontakt zu Chow zu haben. Er solle nach Tijuana fahren und sich mit Chow dort an einer Bushaltestelle treffen. Dort bemerkt Chow, dass Alan mit dem Rest der Gruppe gekommen ist, woraufhin Chow durchdreht und das Auto attackiert, in dem Phil und Stu sitzen. Nachdem sie Chow beruhigen können, beschließen sie in einer Karaokebar etwas zu trinken. Als Chow ein Lied vorträgt, spritzen ihm die anderen Pethidin in sein Getränk, was Chow jedoch bemerkt. Er bedroht Stu mit einem Messer, doch Phil kann ihn beruhigen und erklärt ihm ihre Situation mit der Geiselnahme Dougs. Chow erklärt ihnen, dass das gestohlene Gold in seiner ehemaligen Villa versteckt sei. Die Villa wurde ihm weggenommen, nachdem er ins Gefängnis musste.
Zu viert fahren sie zur Villa, da laut Chow sonntags niemand im Haus sei, und betäuben die Wachhunde. Stu und Chow überwinden gemeinsam das Sicherheitssystem, sodass sie sich ungestört im Haus bewegen können. Im Keller holen die Männer das Gold, aber Chow flüchtet mit dem Gold, sperrt Alan, Stu und Phil in den Keller und löst absichtlich die Alarmanlage aus, wodurch die drei von der Polizei festgenommen und verhört werden können. Ihre Situation scheint aussichtslos, aber aufgrund eines anonymen Anrufs dürfen sie wieder gehen. Die drei werden von einer schwarzen Limousine abgeholt, die sie zur Villa, in die sie eingebrochen sind, zurückbringt. Es stellt sich heraus, dass Marshall sowohl der anonyme Anrufer als auch der Eigentümer der Villa ist. Er erklärt ihnen, dass sie nicht etwa Chows 21 Millionen aus dessen angeblicher Villa abgeholt hätten, sondern die andere Hälfte des Goldes gestohlen hätten. Aus Wut erschießt Marshall den „schwarzen Doug“, da dieser als Sicherheitschef versagt hat, und befiehlt den anderen, Chow und das Gold wieder zu finden. Er überlässt ihnen dafür seine Limousine.
Chow ist mit Phils Minivan, in dem dieser sein Handy vergessen hatte, geflohen. Mittels einer App auf Alans Handy finden sie Phils Handy und damit den Minivan: Er ist in Las Vegas. Doch von Chow fehlt jede Spur. Da der Wagen direkt vor einem Pfandleiher parkt, befragen sie die Besitzerin des Ladens. Die korpulente Dame Cassie und Alan verlieben sich sofort ineinander. Sie erfahren, dass Chow einen Eskortservice angerufen hat. Die drei besuchen die ehemalige Stripperin Jade, mit der Stu im ersten Teil kurz verheiratet war. Diese führt jetzt ein bürgerliches Leben und hilft ihnen. Sie telefoniert mit einem Bekannten und erfährt, dass Chow mehrere Prostituierte, Bodyguards und Drogen in die Penthousesuite ins Caesars Palace bestellt hat, um dort zu feiern. Um ins Penthouse zu gelangen, schleichen sich Alan und Phil vom Dach über dem Zimmer an und klettern an zusammengebundenen Betttüchern hinunter. Mit einer Spritze voll Betäubungsmittel bewaffnet, gehen sie in das Zimmer und können Chow auf den Balkon drängen. Dieser springt mit einem Gleitschirm vom Balkon. Stu verfolgt Chow mit der Limousine und kann diesen nach dessen Landung gefangen nehmen.
Die drei sperren Chow in den Kofferraum und treffen sich mit Marshall und einem seiner Männer in der Wüste Nevadas. Doug wird freigelassen. Marshall und sein Killer schießen sofort auf den Kofferraum, um Chow zu ermorden. Beim Öffnen des Kofferraumes stellt sich jedoch heraus, dass Chow sich nicht mehr in diesem befindet. In dem Moment springt Chow, der sich aus dem Kofferraum befreien konnte, aus dem Dachfenster des Autos und erschießt Marshall und dessen Begleiter. Alan kann Chow davon abbringen, Stu und Phil zu erschießen. Alan sagt Chow, dass er weder etwas von dem Gold wolle noch, dass er es für eine gute Idee halte, die Freundschaft weiter zu pflegen. Die Freunde fahren zu Phils Auto, das noch vor dem Laden der Pfandleiherin Cassie steht. Alan möchte dort zurückgelassen werden. Er und Cassie gestehen sich gegenseitig ihre Zuneigung.
Sechs Monate später: Alan steht kurz vor der Trauung mit Cassie. Er macht die Ankündigung, dass er jetzt mehr Zeit mit ihr verbringen werde und er somit aus dem „Wolfsrudel“ ausscheide. Seine Freunde wolle er nur noch dienstags zum Bowling und jeden zweiten Samstag, „um irgendwelchen Blödsinn zu machen“ treffen.
Die Post-Credit-Szene spielt am Morgen nach der Hochzeitsnacht. Phil, Alan und dessen Frau wachen in einem verwüsteten Zimmer auf und können sich an nichts erinnern. Stu betritt das Zimmer und muss zu seinem Entsetzen feststellen, dass er Brustimplantate trägt. Alan dämmert, dass in der Hochzeitstorte von Leslie Chow wohl Drogen gewesen sein müssen. Chow taucht nackt mit einem Schwert über dem Kopf auf und brüllt: „Wir hatten ’ne kranke Nacht, ihr Wichser!“

## Produktion

### Entstehungsgeschichte
Warner Bros. und Regisseur Todd Phillips kündigten den Film Anfang 2012 an. Der Film stellt den letzten Teil der Trilogie dar.

### Synchronisation
Die deutsche Synchronisation entstand nach einem Dialogbuch von Kim Hasper unter dessen Dialogregie im Auftrag der Film- & Fernseh-Synchron GmbH in München/Berlin.
| Darsteller             | Deutsche Stimme           | Rolle                 |
| ---------------------- | ------------------------- | --------------------- |
| Bradley Cooper         | Tobias Kluckert           | Phil Wenneck          |
| Ed Helms               | Uwe Büschken              | Stu Price             |
| Zach Galifianakis      | Michael Iwannek           | Alan Garner           |
| Justin Bartha          | Marcel Collé              | Doug Billings         |
| Ken Jeong              | Axel Malzacher            | Leslie Chow           |
| Oliver Cooper          | Tobias Müller             | Apotheker             |
| Melissa McCarthy       | Anke Reitzenstein         | Cassandra             |
| Jonny Coyne            | Gerald Paradies           | Hector                |
| Scott Anthony Leet     | Matthias Klages           | Henchman #1           |
| Robert 'Momo' Thompson | Kevin Kraus               | Henchman #1           |
| Heather Graham         | Katrin Fröhlich           | Jade                  |
| Jamie Chung            | Maria Koschny             | Lauren                |
| Sondra Currie          | Liane Rudolph             | Linda Garner          |
| John Goodman           | Klaus Sonnenschein        | Marshall              |
| Mike Vallely           | Simon Derksen             | Nico                  |
| Oscar Torre            | Sebastian Christoph Jacob | Officer Vasquez       |
| Mike Epps              | Dennis Schmidt-Foß        | Schwarzer Doug        |
| Jeffrey Tambor         | Helmut Gauß               | Sid Garner            |
| Sasha Barrese          | Ghadah Al-Akel            | Tracy Garner Billings |

### Soundtrack
Die Filmmusik erschien am 21. Mai 2013 unter dem Namen The Hangover Part III: Original Motion Picture Soundtrack. Herausgeber ist das Label WaterTower Music.
| Nr. | Titel               | Interpret                                           | Länge |
| --- | ------------------- | --------------------------------------------------- | ----- |
| 1.  | MMMBop              | Hanson                                              | 4:30  |
| 2.  | My Life             | Billy Joel                                          | 4:43  |
| 3.  | Ave Maria           | Fletcher Sheridan                                   | 1:05  |
| 4.  | Everybody’s Talkin’ | Harry Nilsson                                       | 2:50  |
| 5.  | Down in Mexico      | The Coasters                                        | 3:14  |
| 6.  | Hurt                | Ken Jeong                                           | 1:22  |
| 7.  | Mother ’93          | Danzig                                              | 3:24  |
| 8.  | Fuckin’ Problems    | ASAP Rocky feat. 2 Chainz, Drake und Kendrick Lamar | 3:53  |
| 9.  | I Believe I Can Fly | Ken Jeong                                           | 0:12  |
| 10. | Fever               | The Cramps                                          | 4:16  |

### Veröffentlichung
Filmstart in den US-Kinos war der 23. Mai 2013, in Deutschland feierte Hangover 3 am 30. Mai 2013 Premiere.

## Rezeption

### Kritiken
Ulf Poschardt meinte in Die Welt: „Vordergründig erzählt Hangover 3, was im Ur-Hangover wirklich passiert ist: die Geschichte hinter der Geschichte. Doch die Handlung ist, wie die Kritik bemängelte, mau, die Rückblicke wirken holzschnittartig, der Plot bleibt unterkomplex bis tumb. Wer darin aber Fehler der Regie vermutet, greift zu kurz. Dem Film geht es um ganz andere Dinge. Er schafft verstörende Intensitätsmomente, in denen die Verdrehtheit der Figuren, popkulturell aufgeladen, schrill aufflackert. Etwa, wenn Chow in einer heruntergekommenen Karaoke-Bar die Selbstverletzungshymne Hurt von den Nine Inch Nails singt wie ein schwuler Johnny Cash.“
David Steinitz schrieb in der Süddeutschen Zeitung: „Alan schiebt beim Flirt einer Verkäuferin seinen Lolli in den Mund, Chow segelt zugedröhnt am Fallschirm über der funkelnden Stadt und kreischt I Believe I Can Fly in den Nachtwind. Wer das nicht witzig finden will, muss ja nicht und sollte außerdem bedenken, dass Todd Phillips Teil einer Regie-Generation ist, die die klassischen Elemente der Komödie zwar perfekt beherrscht, sich aber ebenso standhaft dem reinen Genrekino verweigert. Daher fließt bei ihm stets alles ineinander, Komödie, Actionfilm und Borderline-Drama, so stoisch persönlichkeitsgestört sind seine Protagonisten.“
Das Lexikon des internationalen Films urteilte: „Ein misslungener Genre-Spagat der erfolgreichen Komödienreihe. Als Heist-Movie funktioniert der Film nicht, weil er sich der grotesken, einfallsreichen Situationskomik der Vorgänger verweigert.“

### Einspielergebnis
Der Film konnte bei einem Budget von etwa 103 Millionen US-Dollar ein Einspielergebnis von rund 362 Millionen US-Dollar erzielen. In Deutschland verzeichnete der Film im Jahr 2013 knapp 3,1 Millionen Besucher, womit der Film den 7. Platz der meistbesuchten Filme des Jahres belegte.

## Trivia
Leslie Chows Flucht aus dem thailändischen Gefängnis ist eine Anspielung auf den Film Die Verurteilten, wo ebenfalls ein Poster den Fluchttunnel verdeckt.